# Saison 1993-1994 de la LIH
Saison précédente Saison suivante
La Saison 1993-1994 est la quarante-neuvième saison de la ligue internationale de hockey.
Les Knights d'Atlanta remportent la Coupe Turner en battant les Komets de Fort Wayne en série éliminatoire.

## Saison régulière
Une équipe s'ajoute à la ligue avant le début de la saison, soit les Thunder de Las Vegas. Les Russian Penguins, équipe russe dirigée par Viktor Tikhonov, effectue une tournée nord-américaine durant la saison et prennent part à 13 rencontres dans la LIH, soit une partie contre chaque équipe de la ligue.

### Classement de la saison régulière
Pour les significations des abréviations, voir Statistiques du hockey sur glace.
| Équipe                   | PJ | V  | D  | N | DP | PTS | Bp  | Bc  |
| ------------------------ | -- | -- | -- | - | -- | --- | --- | --- |
| Wings de Kalamazoo       | 81 | 48 | 26 | 0 | 7  | 103 | 337 | 297 |
| Komets de Fort Wayne     | 81 | 41 | 29 | 0 | 11 | 93  | 347 | 297 |
| Lumberjacks de Cleveland | 81 | 31 | 36 | 0 | 14 | 76  | 278 | 344 |

| Équipe                 | PJ | V  | D  | N | DP | PTS | Bp  | Bc  |
| ---------------------- | -- | -- | -- | - | -- | --- | --- | --- |
| Rivermen de Peoria     | 81 | 51 | 24 | 0 | 6  | 108 | 327 | 294 |
| Cyclones de Cincinnati | 81 | 49 | 23 | 0 | 9  | 107 | 336 | 282 |
| Ice d'Indianapolis     | 81 | 28 | 46 | 0 | 7  | 63  | 257 | 329 |

| Équipe                | PJ | V  | D  | N | DP | PTS | Bp  | Bc  |
| --------------------- | -- | -- | -- | - | -- | --- | --- | --- |
| Knights d'Atlanta     | 81 | 45 | 22 | 0 | 14 | 104 | 321 | 282 |
| Admirals de Milwaukee | 81 | 40 | 24 | 0 | 17 | 97  | 338 | 302 |
| Blades de Kansas City | 81 | 40 | 31 | 0 | 10 | 90  | 326 | 327 |
| Russian Penguins      | 13 | 2  | 9  | 0 | 2  | 6   | 35  | 64  |

| Équipe                     | PJ | V  | D  | N | DP | PTS | Bp  | Bc  |
| -------------------------- | -- | -- | -- | - | -- | --- | --- | --- |
| Thunder de Las Vegas       | 81 | 52 | 18 | 0 | 11 | 115 | 319 | 282 |
| Gulls de San Diego         | 81 | 42 | 28 | 0 | 11 | 95  | 311 | 302 |
| Roadrunners de Phoenix     | 81 | 40 | 36 | 0 | 5  | 85  | 313 | 309 |
| Golden Eagles de Salt Lake | 81 | 24 | 54 | 0 | 5  | 53  | 243 | 377 |

### Meilleurs pointeurs
Nota : PJ = Parties Jouées, B  = Buts, A = Aides, Pts = Points
| Joueur           | Équipe     | PJ | B  | A   | Pts |
| ---------------- | ---------- | -- | -- | --- | --- |
| Rob Brown        | Kalamazoo  | 79 | 42 | 113 | 155 |
| Len Barrie       | Cincinnati | 77 | 45 | 71  | 116 |
| Stan Drulia      | Atlanta    | 79 | 54 | 60  | 114 |
| Ken Quinney      | Las Vegas  | 79 | 55 | 53  | 108 |
| Jock Callander   | Cleveland  | 81 | 31 | 70  | 101 |
| Brian Dobbin     | Milwaukee  | 81 | 48 | 53  | 101 |
| Marc Fortier     | Phoenix    | 81 | 39 | 61  | 100 |
| Colin Chin       | Fort Wayne | 81 | 36 | 64  | 100 |
| Dave Michayluk   | Cleveland  | 81 | 48 | 51  | 99  |
| Patrice Lefebvre | Las Vegas  | 76 | 31 | 67  | 98  |

## Séries éliminatoires
|  | Quarts de finale       | Quarts de finale       |                      |   | Demi-finales | Demi-finales |  |  | Finale | Finale |
|  |                        |                        |                      |   |              |              |  |  |        |        |
|  |                        |                        |                      |   |              |              |  |  |        |        |
|  |                        |                        |                      |   |              |              |  |  |        |        |
|  | Thunder de Las Vegas   | 1                      |                      |   |              |              |  |  |        |        |
|  | Thunder de Las Vegas   | 1                      |                      |   |              |              |  |  |        |        |
|  | Gulls de San Diego     | 4                      |                      |   |              |              |  |  |        |        |
|  | Gulls de San Diego     | 4                      | Gulls de San Diego   | 0 |              |              |  |  |        |        |
|  | Conférence de l'Ouest  |                        | Gulls de San Diego   | 0 |              |              |  |  |        |        |
|  |                        | Knights d'Atlanta      | 4                    |   |              |              |  |  |        |        |
|  | Knights d'Atlanta      | Knights d'Atlanta      | 4                    | 4 |              |              |  |  |        |        |
|  | Knights d'Atlanta      |                        |                      | 4 |              |              |  |  |        |        |
|  | Admirals de Milwaukee  | 0                      |                      |   |              |              |  |  |        |        |
|  | Admirals de Milwaukee  | 0                      | Knights d'Atlanta    | 4 |              |              |  |  |        |        |
|  |                        |                        | Knights d'Atlanta    | 4 |              |              |  |  |        |        |
|  |                        | Komets de Fort Wayne   | 2                    |   |              |              |  |  |        |        |
|  | Rivermen de Peoria     | Komets de Fort Wayne   | 2                    | 2 |              |              |  |  |        |        |
|  | Rivermen de Peoria     |                        |                      | 2 |              |              |  |  |        |        |
|  | Komets de Fort Wayne   | 4                      |                      |   |              |              |  |  |        |        |
|  | Komets de Fort Wayne   | 4                      | Komets de Fort Wayne | 4 |              |              |  |  |        |        |
|  | Conférence de l'Est    |                        | Komets de Fort Wayne | 4 |              |              |  |  |        |        |
|  |                        | Cyclones de Cincinnati | 2                    |   |              |              |  |  |        |        |
|  | Cyclones de Cincinnati | Cyclones de Cincinnati | 2                    | 4 |              |              |  |  |        |        |
|  | Cyclones de Cincinnati |                        |                      | 4 |              |              |  |  |        |        |
|  | Wings de Kalamazoo     | 1                      |                      |   |              |              |  |  |        |        |

### Quarts de finale
| Date     | Visiteur  | Pointage | Receveur  |
| -------- | --------- | -------- | --------- |
| 16 avril | San Diego | 2-3      | Las Vegas |
| 18 avril | San Diego | 7-4      | Las Vegas |
| 19 avril | Las Vegas | 2-3      | San Diego |
| 20 avril | Las Vegas | 4-6      | San Diego |
| 22 avril | San Diego | 2-1      | Las Vegas |

Les Gulls de San Diego remportent la série 4 à 1.
| Date     | Visiteur  | Pointage | Receveur  |
| -------- | --------- | -------- | --------- |
| 14 avril | Milwaukee | 2-5      | Atlanta   |
| 17 avril | Milwaukee | 3-4 (P)  | Atlanta   |
| 19 avril | Atlanta   | 6-4      | Milwaukee |
| 21 avril | Atlanta   | 6-2      | Milwaukee |

Les Knights d'Atlanta remportent la série 4 à 0.
| Date     | Visiteur   | Pointage | Receveur   |
| -------- | ---------- | -------- | ---------- |
| 15 avril | Fort Wayne | 4-1      | Peoria     |
| 17 avril | Fort Wayne | 1-2      | Peoria     |
| 19 avril | Peoria     | 5-4 (P)  | Fort Wayne |
| 21 avril | Peoria     | 0-5      | Fort Wayne |
| 23 avril | Fort Wayne | 5-4      | Peoria     |
| 25 avril | Peoria     | 6-7      | Fort Wayne |

Les Komets de Fort Wayne remportent la série 4 à 2.
| Date     | Visiteur   | Pointage | Receveur   |
| -------- | ---------- | -------- | ---------- |
| 16 avril | Cincinnati | 5-1      | Kalamazoo  |
| 17 avril | Cincinnati | 3-2 (P)  | Kalamazoo  |
| 20 avril | Kalamazoo  | 5-0      | Cincinnati |
| 22 avril | Kalamazoo  | 1-5      | Cincinnati |
| 23 avril | Kalamazoo  | 1-8      | Cincinnati |

Les Cyclones de Cincinnati remportent la série 4 à 1.

### Demi-finales
| Date     | Visiteur  | Pointage | Receveur  |
| -------- | --------- | -------- | --------- |
| 29 avril | San Diego | 1-5      | Atlanta   |
| 1er mai  | San Diego | 2-5      | Atlanta   |
| 5 mai    | Atlanta   | 5-2      | San Diego |
| 7 mai    | Atlanta   | 5-1      | San Diego |

Les Knights d'Atlanta remportent la série 4 à 0.
| Date     | Visiteur   | Pointage | Receveur   |
| -------- | ---------- | -------- | ---------- |
| 30 avril | Cincinnati | 3-6      | Fort Wayne |
| 1er mai  | Cincinnati | 1-2      | Fort Wayne |
| 4 mai    | Fort Wayne | 8-7      | Cincinnati |
| 6 mai    | Fort Wayne | 0-4      | Cincinnati |
| 7 mai    | Fort Wayne | 1-7      | Cincinnati |
| 9 mai    | Cincinnati | 2-3      | Fort Wayne |

Les Komets de Fort Wayne remportent la série 4 à 2.

### Finale
| Date   | Visiteur   | Pointage | Receveur   |
| ------ | ---------- | -------- | ---------- |
| 14 mai | Fort Wayne | 4-7      | Atlanta    |
| 15 mai | Fort Wayne | 0-1      | Atlanta    |
| 17 mai | Atlanta    | 1-3      | Fort Wayne |
| 19 mai | Atlanta    | 7-6 (P)  | Fort Wayne |
| 22 mai | Atlanta    | 3-5      | Fort Wayne |
| 25 mai | Fort Wayne | 1-3      | Atlanta    |

Les Knights d'Atlanta remportent la série 4 à 2.

## Trophées remis
- Collectifs :
  - Coupe Turner (champion des séries éliminatoires) : Knights d'Atlanta.
  - Trophée Fred-A.-Huber (champion de la saison régulière) : Thunder de Las Vegas.
- Individuels :
  - Trophée du commissaire (meilleur entraîneur) : Bruce Boudreau, Komets de Fort Wayne.
  - Trophée Leo-P.-Lamoureux (meilleur pointeur) : Rob Brown, Wings de Kalamazoo.
  - Trophée James-Gatschene (MVP) : Rob Brown, Wings de Kalamazoo.
  - Trophée N.-R.-« Bud »-Poile (meilleur joueur des séries) : Stan Drulia, Knights d'Atlanta.
  - Trophée Garry-F.-Longman (meilleur joueur recrue) : Radek Bonk, Thunder de Las Vegas.
  - Trophée Ken-McKenzie (meilleur recrue américaine) : Chris Rogles, Ice d'Indianapolis.
  - Trophée des gouverneurs (meilleur défenseur) : Darren Veitch, Rivermen de Peoria.
  - Trophée James-Norris (gardien avec la plus faible moyenne de buts alloués) : Jean-Claude Bergeron et Jean-Claude Bergeron, Knights d'Atlanta.
  - Ironman Award (durabilité/longévité) : Colin Chin, Komets de Fort Wayne.
  - Homme de l'année en LIH (implication dans sa communauté) : Terry Ficorelli, n/d.